# Жозеф Десарно
Август-Жозеф Десарно (фр. Auguste-Joseph Desarnot; рос. Дезарно, Август Осипович; приблизно 1788, Париж, Франція — 15 квітня 1840, Санкт-Петербург, Російська імперія) — французький і російський художник-баталіст, гравер, літограф, академік Петербурзької академії мистецтв (з 1927 р.).

## Біографічні відомості
Народився у Франції в Парижі 1788 року. Наставником Десарно у живописі був не менш відомий французький художник-академіст Жан-Антуан Гро. Вступивши до лав французької армії, Десарно брав участь у битвах військ Наполеона Бонапарта. В одній із таких битв був узятий у полон і, живучи в Російській імперії, знову повернувся до живопису. У 1815 році він представив Петербурзькій академії мистецтв картину, що зображує «російського Кавалергардського офіцера, який переслідує з пістолетом у руці французького карабінера».
У 1817 році Десарно для отримання звання академіка мистецтв представив картину, яку рада академії визнала незадовільною. Тільки через десять років (у 1827 р.) Десарно отримав звання академіка за картину, що зображає ту сутичку росіян з французами, під час якої сам художник потрапив у російський полон.
У 1829 і 1830 роках він перебував у Туреччині, при військах графа Дибича-Забалканського, і малюнки, що були створені ним у цьому поході, видані у альбомі: «Album d'un voyage en Turquie fait par ordre de Sa Majeste 'l'Empereur en 1829 et 1830». Десарно був наближений до імператорів: Олександра І та Миколи І, а також до великого князя Михайла Павловича.
Помер Жозеф Десарно у Петербурзі 15 квітня 1840 року.

## Основні твори
- Російський Кавалергардський офіцер, що переслідує з пістолетом в руці французького карабінера, 1815 р.
- Атака першого резервного кавалерійського корпусу генерала Ф. П. Уварова при Бородіно, 1817 р.
- Переслідування козаками французів, що відступають, 1827 р.
- Малюнки й літографії, вміщені в «Альбомі з поїздки в Туреччину за наказом Його Величності Імператора» (1829 і 1830 рр.)

## Почесні звання та нагороди
- Академік Петербурзької академії мистецтв (з 1927 р.).

## Галерея

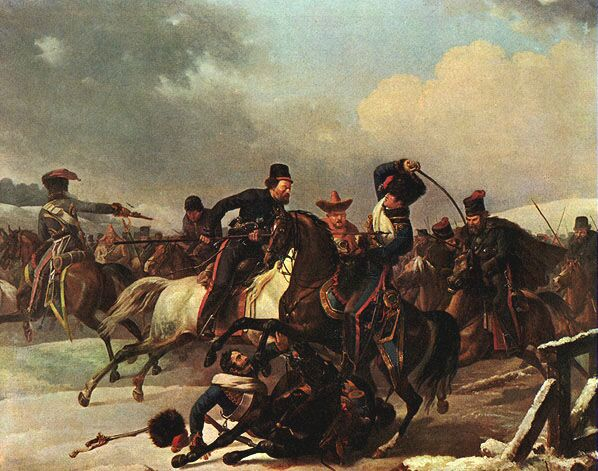
Переслідування козаками французів, що відступають, 1827 р.
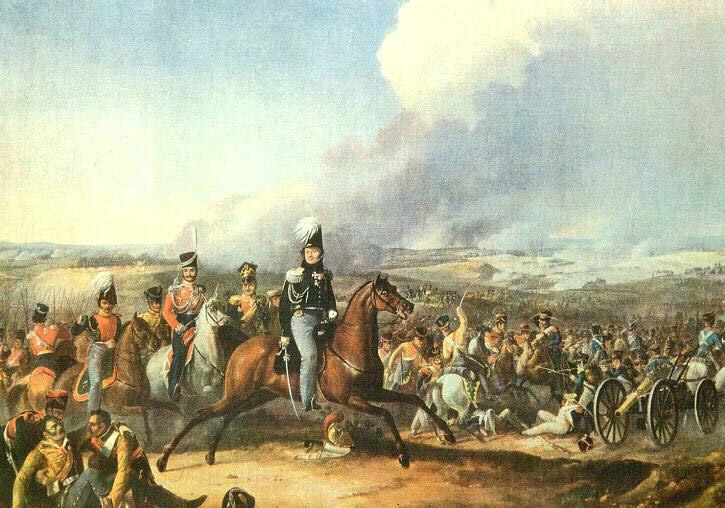
Атака першого резервного кавалерійського корпусу генерала Ф.П. Уварова при Бородіно, 1817 р.